# Bärenstein
Bärenstein é um município da Alemanha localizado no distrito de Erzgebirgskreis, região administrativa de Chemnitz, estado da Saxônia.
É membro e sede do Verwaltungsgemeinschaft de Bärenstein.